# Зіманду-Ноу (комуна)
Зіманду-Ноу (рум. Zimandu Nou) — комуна у повіті Арад в Румунії. До складу комуни входять такі села (дані про населення за 2002 рік):
- Андрей-Шагуна (1796 осіб)
- Зімандкуз (1184 особи)
- Зіманду-Ноу (1509 осіб) — адміністративний центр комуни

Комуна розташована на відстані 420 км на північний захід від Бухареста, 14 км на північний схід від Арада, 59 км на північ від Тімішоари.

## Населення
За даними перепису населення 2002 року у комуні проживали 4489 осіб.
Національний склад населення комуни:
| Національність   | Кількість осіб | Відсоток |
| ---------------- | -------------- | -------- |
| румуни           | 2532           | 56,4%    |
| угорці           | 1891           | 42,1%    |
| цигани           | 35             | 0,8%     |
| німці            | 18             | 0,4%     |
| українці         | 6              | 0,1%     |
| словаки          | 4              | 0,1%     |
| росіяни-липовани | 1              | < 0,1%   |
| серби            | 1              | < 0,1%   |

Рідною мовою назвали:
| Мова       | Кількість осіб | Відсоток |
| ---------- | -------------- | -------- |
| румунська  | 2560           | 57,0%    |
| угорська   | 1905           | 42,4%    |
| німецька   | 12             | 0,3%     |
| українська | 4              | 0,1%     |
| словацька  | 4              | 0,1%     |
| циганська  | 1              | < 0,1%   |
| російська  | 1              | < 0,1%   |
| сербська   | 1              | < 0,1%   |

Склад населення комуни за віросповіданням:
| Релігія                                       | Кількість осіб | Відсоток |
| --------------------------------------------- | -------------- | -------- |
| православні                                   | 2153           | 48,0%    |
| римо-католики                                 | 1813           | 40,4%    |
| баптисти                                      | 144            | 3,2%     |
| реформати                                     | 122            | 2,7%     |
| п'ятдесятники                                 | 77             | 1,7%     |
| адвентисти                                    | 29             | 0,6%     |
| лютерани (Синодально-пресвітеріанська церква) | 20             | 0,4%     |
| не релігійні                                  | 13             | 0,3%     |
| греко-католики                                | 11             | 0,2%     |
| лютерани                                      | 4              | 0,1%     |
| старообрядці                                  | 1              | < 0,1%   |
| лютерани (Аугсбурзького сповідання)           | 1              | < 0,1%   |
| атеїсти                                       | 1              | < 0,1%   |